# جشنواره بین‌المللی فیلم دیدار
جشنواره بین‌المللی فیلم دیدار (انگلیسی: Didor International Film Festival) یک جشنواره فیلم است که هر دو سال یک‌بار در شهر دوشنبه تاجیکستان برگزار می‌شود. این جشنواره در آغاز فقط به فیلم‌های فارسی‌زبان اختصاص داشت، اما اینک فیلم‌های روسی و اروپایی را هم در بر می‌گیرد. یک جشنواره فیلم‌های مستند نیز در سال‌های غیر زوج برگزار می‌شود.

## جشنواره ۲۰۰۶
- جایزهٔ «دیدار زرین»: «شاعر زباله‌ها» به کارگردانی محمد احمدی

## جشنواره ۲۰۰۴
- تندیس سیمین جشنواره برای بهترین بازیگر زن: ترانه علیدوستی
- تندیس سیمین جشنواره برای بهترین کارگردانی: رودخانهٔ خروشان، دریای آرام (به کارگردانی: مارات سارولو) از قزاقستان
- تندیس زرین جشنواره: شورای دهکده (به کارگردانی ارنست عبدوزقاپاروف) از قرقیزستان